# تیرانداز (فیلم ۲۰۰۷)
تک‌تیرانداز (به انگلیسی: Shooter) فیلمی آمریکایی در سبک اکشن مهیج به کارگرانی آنتوان فوکوآ و نویسندگی جاناتان لمکین محصول سال ۲۰۰۷ است.